# Eric Arturo Delvalle
Eric Arturo Delvalle Cohen-Henríquez (Cidade do Panamá; 2 de Fevereiro de 1937 - Cleveland, 2 de Outubro de 2015 ) foi  Presidente do Panamá de 28 de setembro de 1985 a 26 de fevereiro de 1988.
Estudou na Universidade do Estado da Luisiana. Foi dirigente do Partido Republicano e vice-presidente da Assembleia Nacional em 1968. Posteriormente foi vice-presidente do país em 1984 e assumiu como Presidente Constitucional no ano seguinte depois da renúncia de Nicolás Ardito Barletta e com o apóio do General Manuel Noriega, que nessa época tinha o controle de facto do país. Foi o segundo presidente judeu do Panamá e em maio de 1987 fez uma visita histórica a Israel. Em 1988, tentou sem sucesso remover Noriega da liderança das Forças Armadas, e foi destituído da Presidência da República. Eric é sobrinho de Max Delvalle.